# Łaznowska Wola
Łaznowska Wola – wieś w Polsce położona w województwie łódzkim, w powiecie tomaszowskim, w gminie Rokiciny. W latach 1943–1945 nosiła nazwę Grömbach.
W latach 1975–1998 miejscowość administracyjnie należała do województwa piotrkowskiego.
Jest to niewielka wieś o charakterze rolniczo-rekreacyjnym. Najnowsze plany zagospodarowania zmieniły znaczną ilość gruntów z rolnych na działkowo-rekreacyjne. Główne uprawy na terenach rolniczych to pszenica, żyto oraz ziemniaki. 
Na terenie wsi znajduje się duży kompleks leśny, pasieka oraz szkółka modrzewiowa. 
W roku 2007 zostały wprowadzone nazwy ulic: Rokicińska, Południowa, Północna, Leśna oraz Słoneczna, Bukowa, Sosnowa, Akacjowa.
Przy ulicy Południowej znajduje się zabytkowy cmentarz ewangelicki. Najstarszy pomnik jest z 1854 roku.
16 listopada 1898 roku we wsi urodził się Wilhelm Scheider, polski działacz religijny, sługa oddziału Towarzystwa Strażnica w Polsce.